# Видинска синагога
Видинската синагога е юдейски храм във Видин. Намира се в близост до крепостта Баба Вида в Калето. Сградата е паметник на културата от национално значение.

## История
Старата синагога в града е разрушена по време на Освободителната война (1877 – 1878). Днешният храм е построен в рамките на година. Строежът е осъществен със съдействието (главно чрез дарения) от местните евреи (които са голяма част от населението на квартал Калето), както и от евреи от всички краища на Княжество България.
Тържествено е открита на 28 септември 1894 г. от д-р Мордехай Грюнвалд, главен равин в България. Тя е втората по големина след синагогата в София, но е била смятана за по-красива.
След масовото изселване на евреи от България за Израел в края на 1940-те години и ограничаването на религиозния култ в НРБ ползването на синагогата рязко спада. От 1950 г. сградата не се използва по предназначение, а като склад. Покривът пада и в продължение на десетилетия стените се рушат.
От 1950 година постройката губи основната си функция и е използвана за склад, което влошава изключително много нейното състояние. През 70-те години започва основен ремонт с оглед да се пригоди, поради добрата акустика, за симфонични концерти.
На 9 март 2017 година собственикът на синагогата – Организацията на евреите в България „Шалом“, на общо събрание взима решение да дари сградата на община Видин. През 2021 година започва реставрация на сградата по проект, финансиран от Европейския съюз, с цел синагогата да се превърне в културен център.
През 2022 година реставрацията завършва.

## Архитектура
Разположена е в трапецовиден парцел (триъгълен с отсечен остър ъгъл). По план сградата е напълно симетрична, с правилна форма, от типа трикорабна едноапсидна базилика, с притвор, галерии и 4 кули. Вътрешните размери на молитвената зала са 21 х 10 м. Построена е по подобие на синагогата в Будапеща, а нейни архитекти са били известните на времето Фердинанд и Франческо. Изграждането на олтара (оцветен в синьо, червено и бронз) е осъществено от Макс Верих – чешки скулптор, преподавател във Видин. Дървеният материал е доставен от Трансилвания и Унгария, а лампите, полилеите и чиновете са от Виена и други места в Австрия.
Интериорът е колоритен, с елементи на древноеврейски и класически архитектурни форми. Притворът е покрит с кръстати сводове, на стената има 2 мраморни плочи и 2 релефа с бронзови надписи на иврит. Трите кораба са разделени от стройна аркада върху колони, които са от лят бронзиран чугун. Те имат база и кубични капители малоазийски тип, а тялото им е канелирано. Орнаментите на капителите – спирали, палмети, плетеници и акантови листа, са били оцветени. Арките са сегментни.
Подът е настлан с мозайка и дъски. Олтарът е върху подиум в апсидата. Той повтаря вероятно архитектурата на древноеврейски храм – централна част, 2 кули, арки и колони, а над олтара – символ на Слънцето.
Централният кораб на молитвената зала, която е с много добри акустични качества, е покрит с цилиндричен свод с ребра, а страничните кораби и галериите – с кръстати сводове. Оцветяването им е в синьо, с рисувани бронзови 6-ъгълни звезди. Олтарът е бил оцветен в синьо, бяло, червено и бронз. Интериорът на залата създава усещане за лекота и простор.
Главната фасада е внушителна. Решена е с издаден напред черен обем и 2 странични кули. Централният вход е засводен с полукръгла арка върху двойка колони с високи постаменти. Кръгъл прозорец с желязна решетка във вид на 6-ъгълна звезда е поставен в центъра на аркадата. Четирите кули са с арковидни прозорци, събрани по двойки, с цветни стъкла и фина декоративна решетка.